# Masasteron bennieae
Masasteron bennieae là một loài nhện trong họ Zodariidae.
Loài này thuộc chi Masasteron. Masasteron bennieae được Barbara C. Baehr miêu tả năm 2004.